# Antoine Samuel Adam-Salomon
Pour les articles homonymes, voir Salomon.
Antoine Samuel Adam-Salomon, pseudonyme de Samuel-Adam Salomon, né le 9 janvier 1818 à La Ferté-sous-Jouarre (Seine-et-Marne) et mort le 28 avril 1881 à Paris, est un sculpteur et photographe français.

## Biographie
Fils du marchand israélite Nathan-Herschel Salomon, Samuel-Adam Salomon passa son enfance à Fontainebleau. Vers 1838, après avoir été l'élève du sculpteur Vercelli, il entra comme modeleur à la manufacture de porcelaine de Jacob Petit. Quelques années plus tard (avant 1840), il fut remarqué pour avoir sculpté un portrait très ressemblant du poète Béranger.
Installé à Paris pour y parfaire son étude de la sculpture en tant que pensionnaire du département de Seine-et-Marne, Salomon effectua également des voyages artistiques en Suisse et en Angleterre. Il s'illustra aussi bien dans l'art du portrait (bustes, médaillons) que dans la statuaire funéraire et monumentale.
Son épouse, née Georgine-Cornélie Coutellier, apprit la sculpture auprès de lui et exposa plusieurs médaillons au Salon de 1853. Le couple Salomon était très lié à Lamartine et au milieu républicain modéré parisien, fréquentant les salons de Marie d'Agoult et de Juliette Adam.
À partir de 1859, sous l'influence de Franz Hanfstaengl, Adam-Salomon exposa des portraits photographiques des célébrités de l'époque. Leur format, de petite dimension, est unique et novateur pour l'époque. À ce titre, il réalisa à la demande de Marie d'Agoult un Album des amis de Daniel Stern contenant notamment les portraits de Jules Grévy, Émile Littré, Sadi Carnot, Émile de Girardin, Ernest Renan, Auguste Nefftzer, Charles Brook Dupont-White, Édouard Grenier, Alfred Mézières, Louis Nicod de Ronchaud, du prince Napoléon, Étienne Vacherot, Challemel-Lacour, Clémence Royer et Louise-Victorine Ackermann.
Il meurt le 28 avril 1881 à son domicile dans le 16e arrondissement de Paris. Son corps est inhumé au cimetière juif de Fontainebleau après avoir été transporté provisoirement au cimetière de Montmartre.

## Sculpture

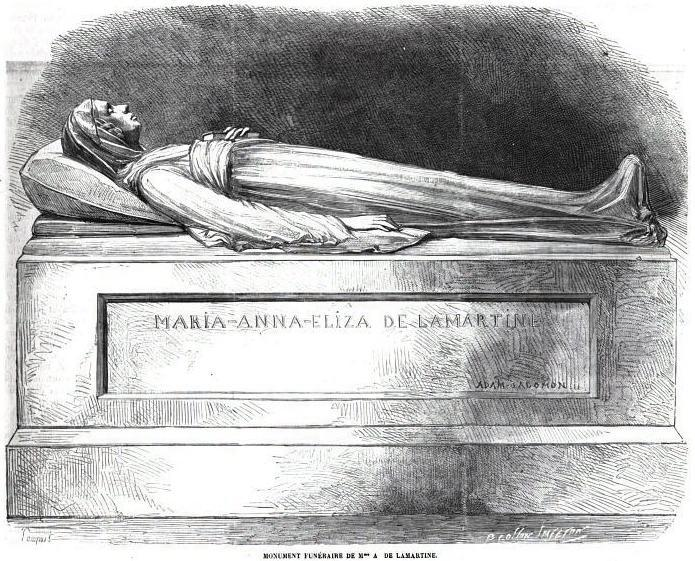
Monument funéraire de Mme de Lamartine (1864), Saint-Point.

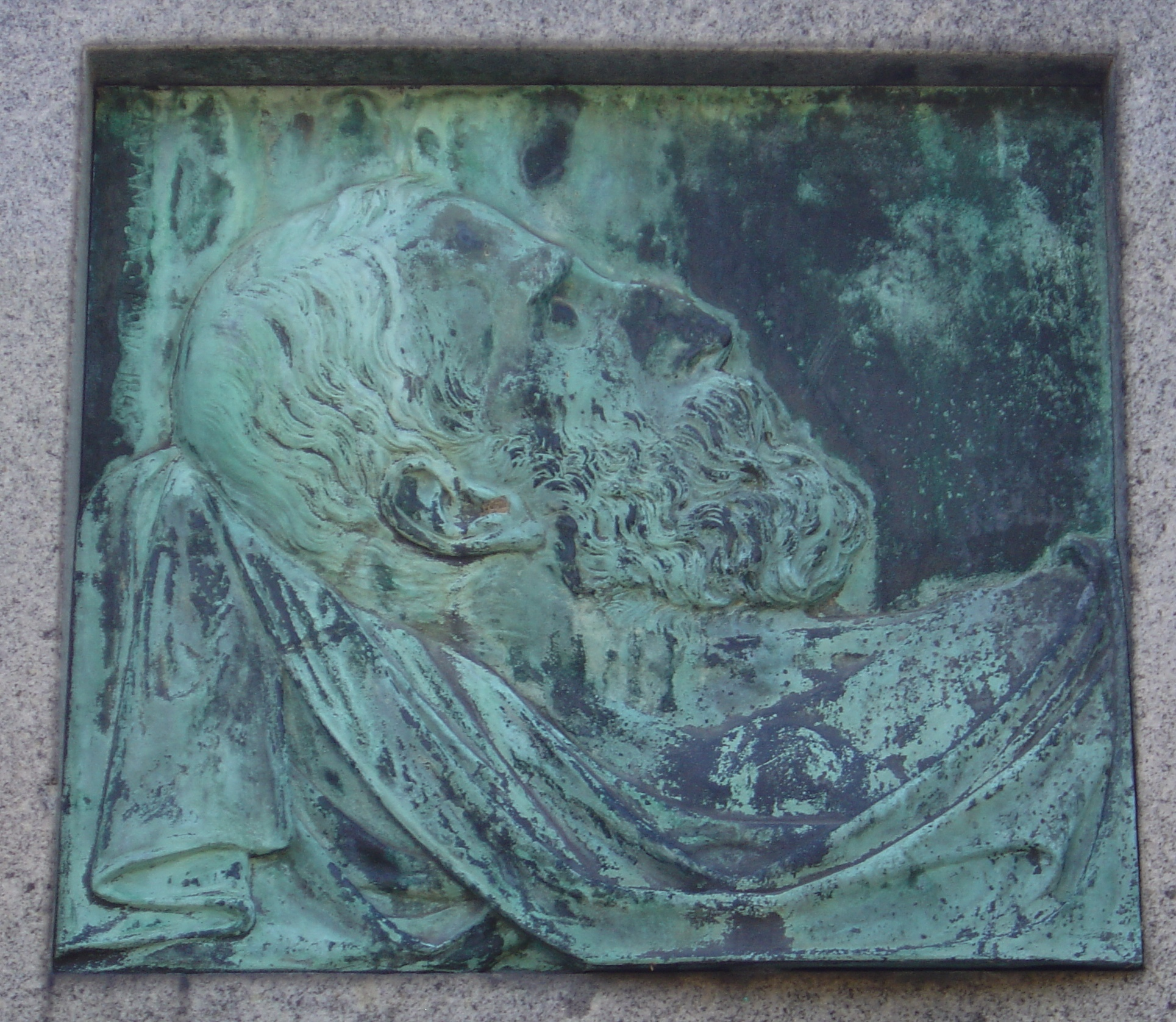
Jean-Baptiste Adolphe Charras (1865), bas-relief ornant sa tombe, cimetière de Thann.

- Béranger, bas-relief, avant 1840[2], localisation inconnue.
- Bossuet, buste, acquis avant 1843 par la Ville de Meaux[2].
- Copernic, médaillon[1], avant 1843[2], localisation inconnue.
- Jacques Amyot, médaillon[1], acquis avant 1843 par la Ville de Melun[2].
- Béranger, buste, installé avant 1843 à la bibliothèque de Fontainebleau[2].
- Hermann (violoniste), buste en marbre, entre 1847 et 1859[1], localisation inconnue.
- Miss Georgine, buste en marbre, entre 1847 et 1859[1], localisation inconnue.
- Hector de Laborde, buste en marbre, entre 1847 et 1859[1], localisation inconnue.
- Mme de Girardin, buste en marbre, entre 1847 et 1859[1], localisation inconnue.
- Louis Ratisbonne, buste en marbre, entre 1847 et 1859[1], localisation inconnue.
- Miss Emilia-Julia, buste en marbre, entre 1847 et 1859[1], localisation inconnue.
- Alphonse de Lamartine, buste[1], localisation inconnue.
- Rossini, buste[1], localisation inconnue.
- Le Docteur Jean-Zuléma Amussat, buste pour l'Académie nationale de médecine à Paris[1].
- Médaillon du prêtre Louis-Jacques Amussat, 1855, cimetière de Luché-sur-Brioux (79), œuvre commanditée par son petit-neveu Jean-Zuléma Amussat.
- Léopold Robert, buste pour les galeries du palais du Louvre à Paris[1].
- Marie-Antoinette, buste, pour Mme de Rothschild[1], localisation inconnue.
- Charlotte Corday, 1848, plâtre[1], 50 x 40 x 1 cm. Nemours, Château-Musée, 2020.267.1.
- Mme Bouchot née Camp de Pedros, bas relief, localisation inconnue.
- Adolphe Crémieux, 1844, médaillon, reproduit et vendu au profit des réfugiés israélites polonais[6], localisation inconnue.
- James de Rothschild, buste pour l'hôpital Rothschild à Paris fondé par ce dernier en 1852.
- Portrait de l'amiral de Rigny, buste en marbre, exposé au Salon de 1853[1], localisation inconnue.
- Monument funéraire du duc de Padoue, hôtel des Invalides à Paris[1].
- Léon Faucher, 1861, buste en marbre[1], localisation inconnue.
- Eugène Scribe, vers 1861, médaillon pour le monument funéraire du cimetière du Père-Lachaise à Paris.
- Alexis de Tocqueville, 1863, buste en marbre[1], localisation inconnue.
- Monument funéraire de Mme de Lamartine, 1864, Saint-Point.
- Jean-Baptiste Adolphe Charras sur son lit de mort, 1865, bas-relief pour la tombe du colonel, Bâle (aujourd'hui Thann)[7].
- Le Génie de la musique et L’Étude, statues pour le palais du Louvre à Paris[1].
- Juliette Adam, buste moulé sur le vif, localisation inconnue[réf. nécessaire].
- Augustin Cochin, buste, localisation inconnue[réf. nécessaire].
- Jules Janin, buste funéraire, cimetière Saint-Louis d'Évreux[8].

## Photographie

Photographies par Antoine Samuel Adam-Salomon
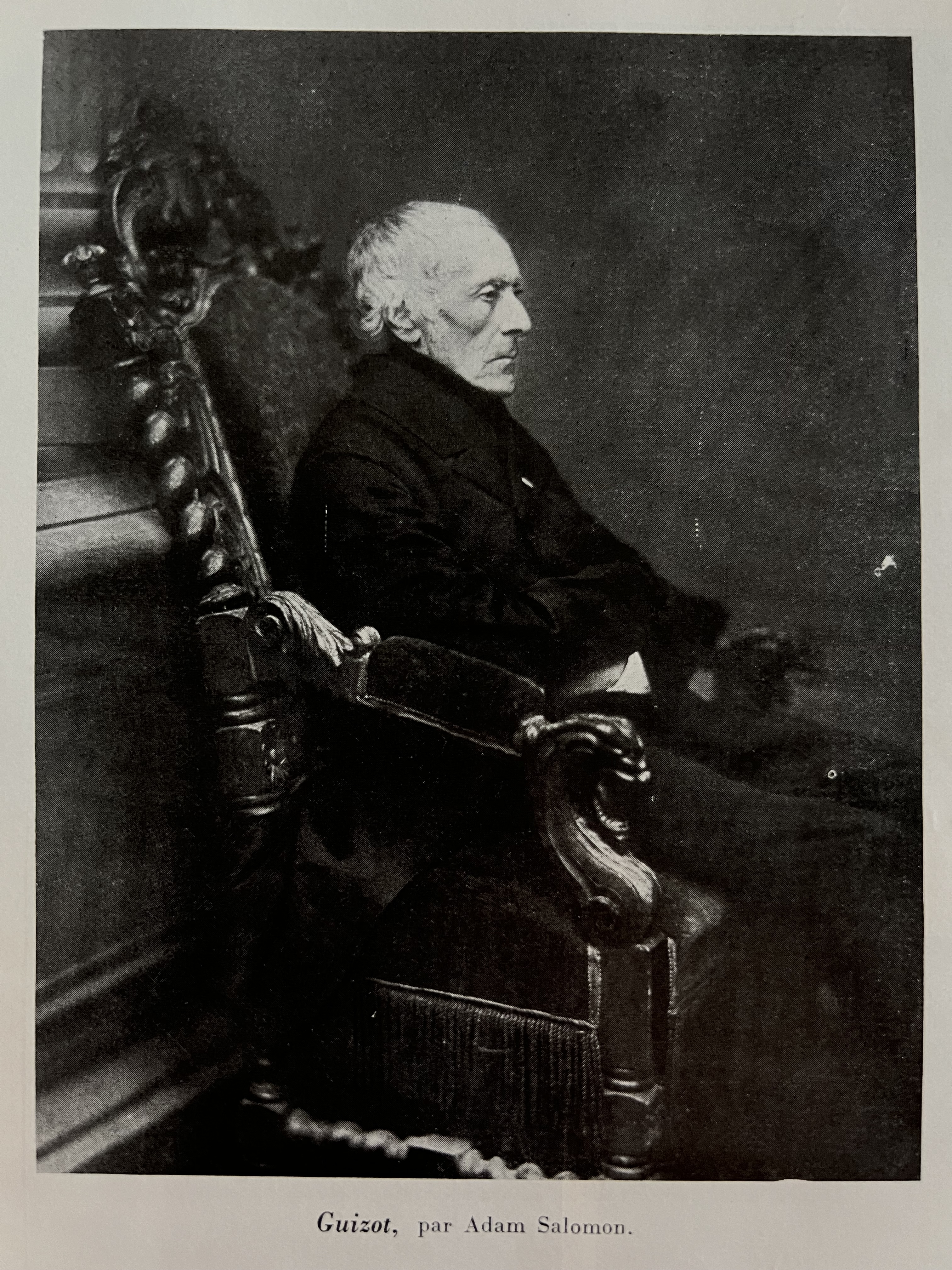
François Guizot
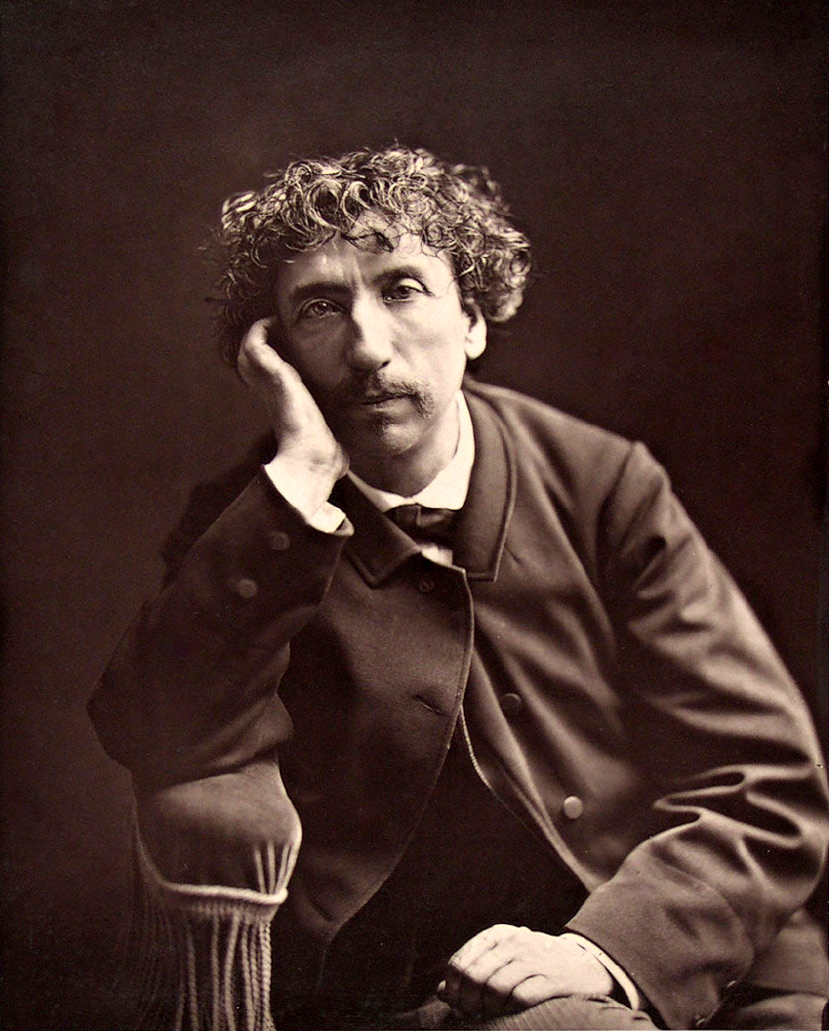
Charles Garnier.
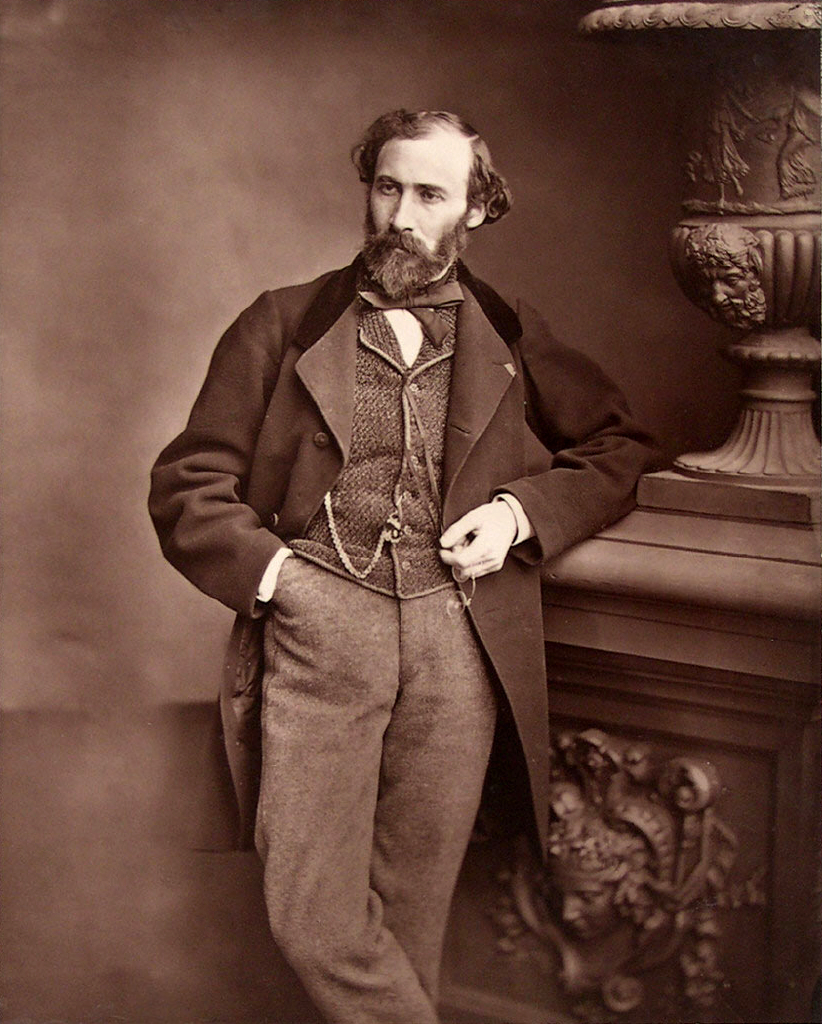
Octave Feuillet.
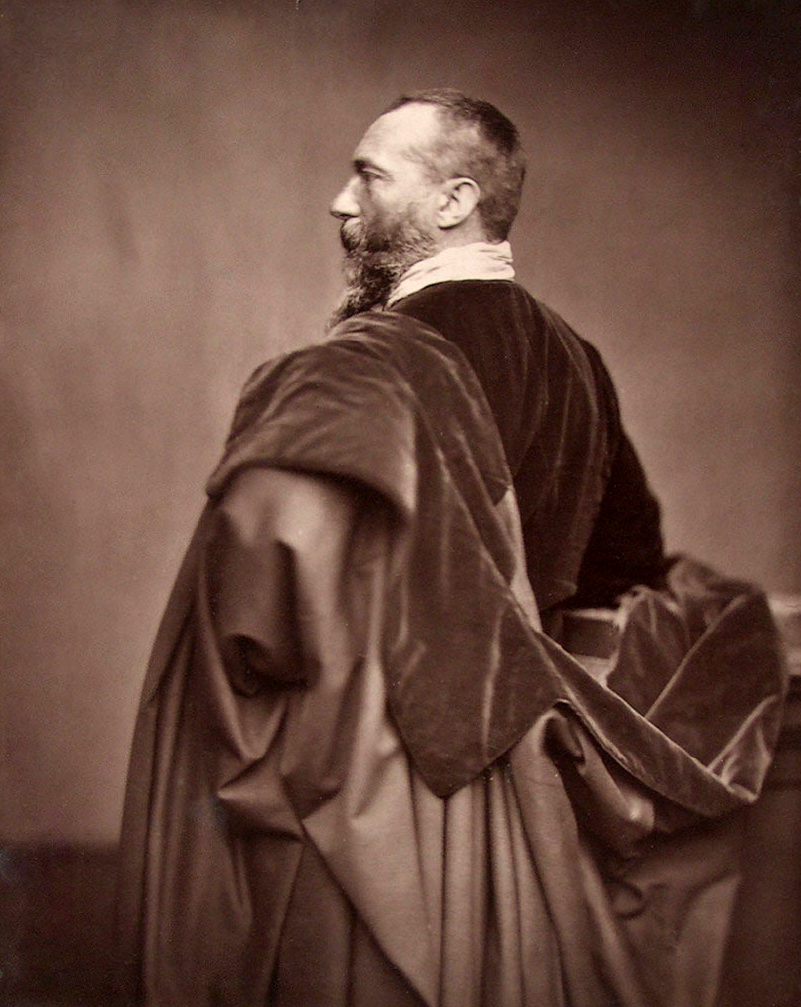
Alphonse Karr.
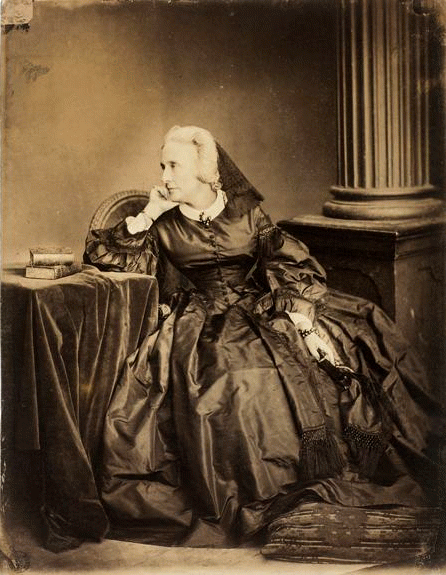
Marie d'Agoult.
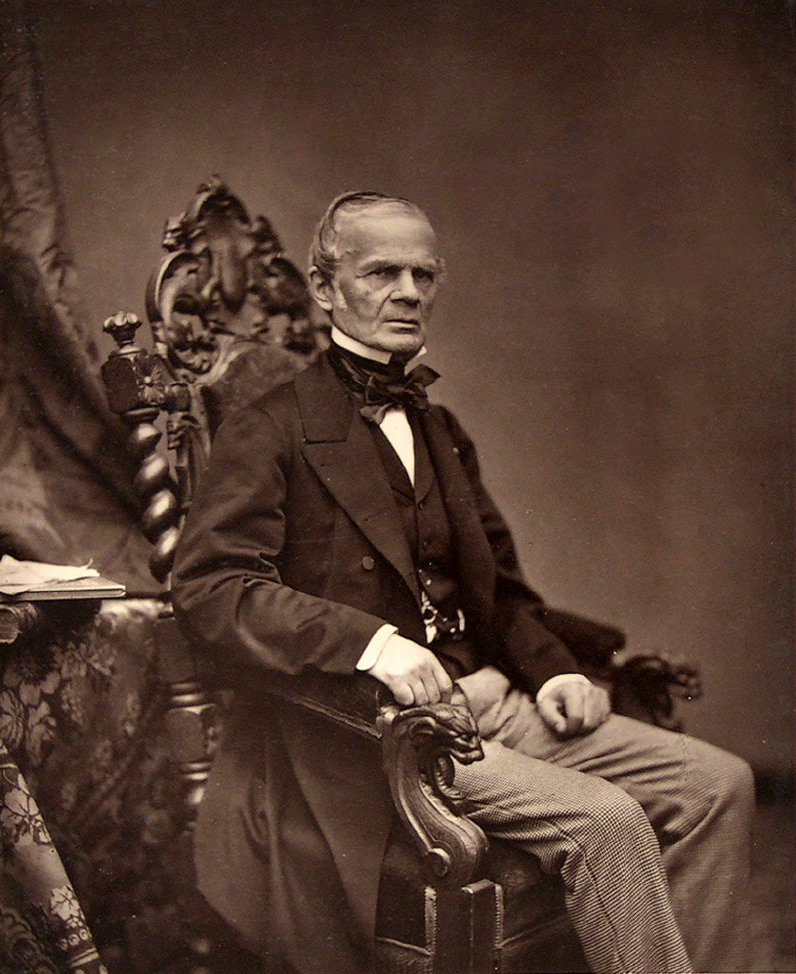
Cuvillier-Fleury.
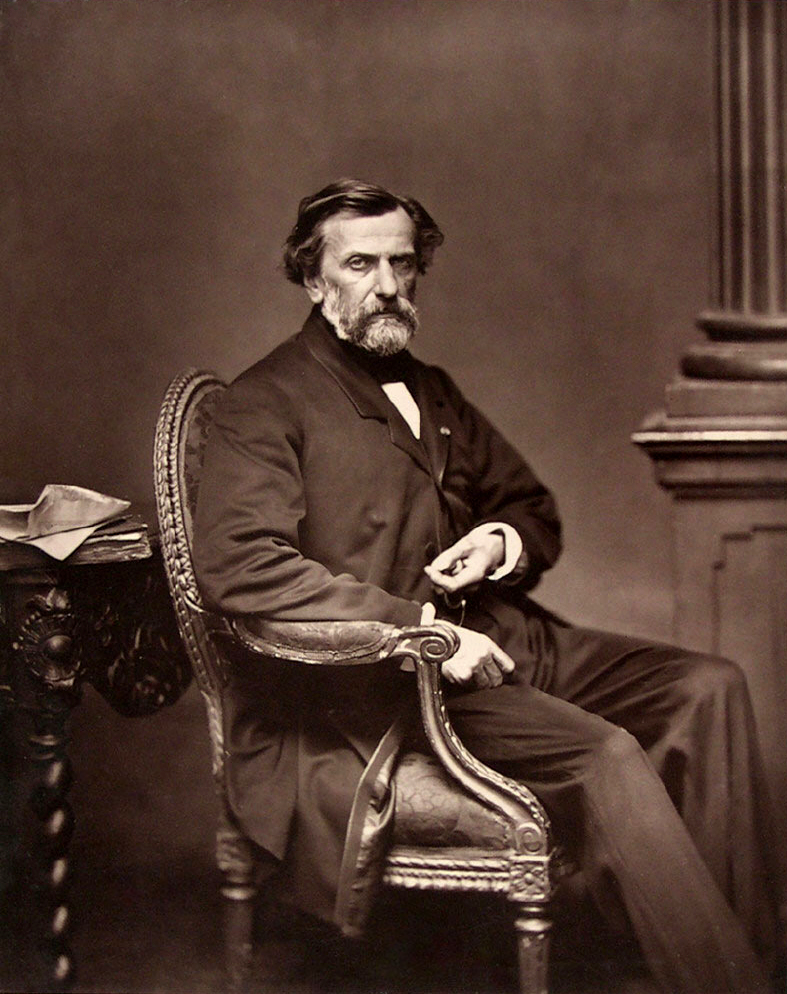
Ambroise Thomas.
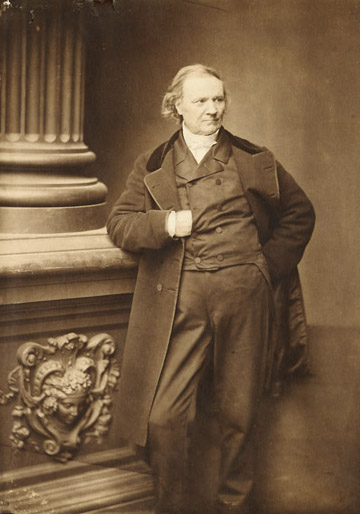
Pierre Marie de Saint-Georges.
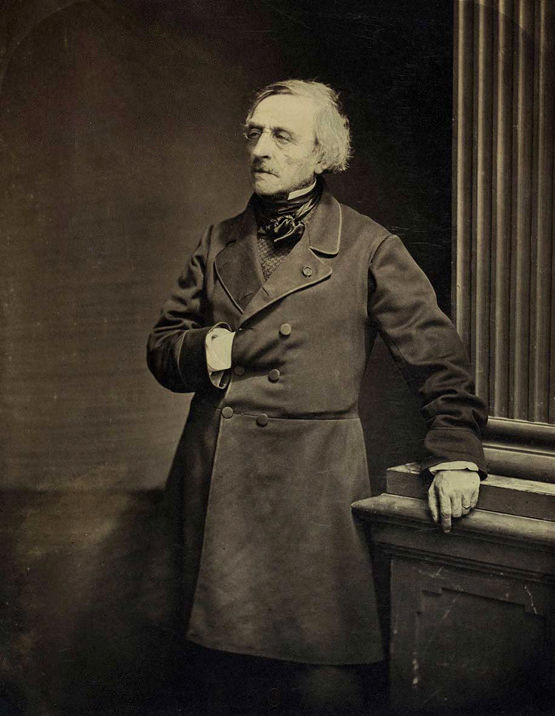
Jean-Jacques Ampère.

## Distinctions
- Chevalier de la Légion d'honneur

## Hommages
Une rue de Fontainebleau porte son nom.